# Los días de la vida
 Los días de la vida  es una película de Argentina filmada en colores dirigida por Francisco D'Intino sobre su propio guion que se estrenó el 10 de agosto de 2000 y que tuvo como actores principales a Virginia Lago, Ulises Dumont, José Luis Alfonzo y Pablo Giovine.

## Sinopsis
Un joven de 21 años que estudia y vive con su madre divorciada va en busca de su padre, un gremialista demasiado ocupado para prestarle atención.

## Reparto
- Virginia Lago
- Ulises Dumont
- José Luis Alfonzo
- Pablo Giovine
- Sol Pereira
- Héctor Grillo
- Coco Santillán

## Comentarios
Josefina Sartora en el sitio web cineismo opinó:

«Virginia Lago, José Luis Alfonzo y el debutante Pablo Giovine conforman esta familia argentina que desde su ámbito íntimo remite al drama de todo un país que no ha sabido cuidar a sus hijos […]. Las imágenes de Perón y Evita y las alusiones a una pasada militancia de izquierda hablan de un ideal desgarrado, que no supo concretarse. La realización del cordobés Francisco D'Intino (Bajo otro sol) es sencilla, sin pretensiones, y está llena de buenas intenciones que no alcanzan para hacer un buen film. Los diálogos –con severos defectos de doblaje– son retóricos y reiteran su mensaje moralista, como el "símbolo" del camino, permanente desde los títulos de apertura hasta los de cierre, que busca trasmitir un optimismo que empuje al país hacia adelante.» 

Diego Brodersen en El Amante del Cine  escribió:

«…transcurre entre diálogos disparatados […] conceptos esquemáticos de psicología de salón y un pobre trabajo de sonido que destaca las respiraciones y suspiros por sobre las voces de los actores.»

Manrupe y Portela escriben:

«Una dirección de actores descuidada y despareja: mientras Virginia Lago gesticula a la vieja usanza, Alfonzo parece un muñequito de torta pero con bigote. La motivación de los personajes llega a un punto muerto cuando padre e hijo se ven enfrentados por el silencio del chico (mejor que se calle, por otra parte) que abusa de su enojo y el esfuerzo del padre por acercarse amorosamente».

## Candidaturas
Virginia Lago fue candidata al Premio Cóndor de Plata a la Mejor Actriz de la  Asociación de Cronistas Cinematográficos de la Argentina. 